# 그레이엄 베르체레
그레이엄 버셰어(Graham Verchere, 2002년 2월 4일 ~ )는 캐나다의 배우이다.
밴쿠버에서 태어났다.

## 출연 작품

### 영화
- 우디 우드페커 (2017) - 목소리
- 1984년, 여름 (2018) - 데이비 역